# Pegaso (araldica)
Il pegaso  (nome comune) è una figura immaginaria esattamente corrispondente alla sua immagine mitologica, utilizzata con una certa frequenza soprattutto nell'araldica straniera. È considerato simbolo della fama.

## Posizione araldica ordinaria
Il pegaso si rappresenta, abitualmente, d'argento, volante o inalberato, di profilo verso destra.

## Attributi araldici
Normalmente il pegaso è raffigurato in maniera abbastanza ordinaria. Fra gli altri attributi possibili, il pegaso è:
- fermo se ha i quattro piedi posati a terra;
- passante se ha tre piedi a terra;
- rivoltato se guarda verso sinistra.

## Esempi

Pegaso inalberato rivoltato (stemma del Comune di Cavallino)
Pegaso inalberato (Sluck, Bielorussia)
D'azzurro, al pegaso passante d'oro (Brienon-sur-Armançon, Francia)

## Altri usi
L'uso del pegaso sullo stemma della Toscana ha una motivazione storico-politica (il cavallo alato era il simbolo del Comitato di Liberazione Nazionale toscano) e originariamente non seguiva lo schema araldico normale. L'ultima versione, col cavallo preso da una moneta di Benvenuto Cellini (Pegaso sulla fonte di Ippocrene), può essere descritto comunque come di rosso, al pegaso inalberato rivoltato.